# Rhigioglossa smaragdops
Rhigioglossa smaragdops är en tvåvingeart som beskrevs av Manning 1991. Rhigioglossa smaragdops ingår i släktet Rhigioglossa och familjen bromsar. Inga underarter finns listade i Catalogue of Life.